# 古牧昌也
古牧昌也（こまき まさや、1993年6月19日 - ）は、日本のバスケットボール選手である。身長186cm、体重83kgで、ポジションはシューティングガード。

## 来歴
千葉県八街市で生まれる。小学校4年生からサッカーを始めたが、家庭内の姉弟喧嘩で実姉に足の小指を折られチームを長期離脱した。全治後もキックの感覚を戻らずサッカー選手としてのキャリアを断念してチームを退団、従兄弟の影響もありバスケットボールに転向した。小学校6年の時に競技としてのバスケットボールに本格的に取り組むようになり、進学した八街市立八街中央中学校では千葉県の県選抜に選出、また中学3年の時には富樫勇樹や田渡凌と共に、2008-09 U-15トップエンデバー(31人)に選出された。
高校は船橋市立船橋高等学校に進学。高校2年時には、関東高等学校男子バスケットボール大会で優勝、ウィンターカップ（2010年)では、準決勝で鵤誠司を擁する福岡第一に敗れた。
大学は日本大学に進学、関東一部リーグに所属する同大バスケ部のレッドシャークスに入団した。1年から出場機会を得たが、この年のチーム成績は大きく低迷し、2部リーグに降格した。古牧は2年の時に腰のヘルニアで1年間競技を離れた。3年からはキャプテンに就任し、4年の時に1部昇格を果たした。
大学卒業時にBリーグチームからのオファーは得られなかったが、B.DREAM PROJECTへの参加などを経て、2016年は、千葉ジェッツの練習生として活動した。
千葉ジェッツのコーチとアースフレンズ東京Zのヘッドコーチが知り合いだったことがきっかけで、2017年7月14日にB2リーグのアースフレンズ東京Zと2017-18シーズン契約を交わした。アースフレンズ東京Zでは57試合に出場、12先発。1試合平均で11.7分出場し、3.9得点、1.2リバウンド、0.6アシストを記録した。
2018年7月2日にB2リーグの群馬クレインサンダーズと契約を交わした。
2018-19シーズンは、60試合に出場、58先発。1試合平均で23.4分出場し、7.5得点、2.3リバウンド、1.7アシストを記録した。
2019-20シーズンは、47試合に出場、37先発。1試合平均で20.3分出場し、7.2得点、2.0リバウンド、1.5アシストを記録した。
2020-21シーズンは、チームキャプテンに就任した。シーズン中は控えに回る期間が多く、56試合に出場、24先発。1試合平均で11.4分出場し、3.2得点、0.8リバウンド、0.8アシストを記録した。
2021年6月22日に、横浜ビー・コルセアーズへの移籍が発表された。
2021-22シーズンは、ベンチスタートからの途中出場でも十分な出場時間を得ることができない期間が多く、45試合出場で2先発。1試合平均で8.7分出場し、1.6得点、0.6リバウンド、0.3アシストを記録した。
シーズン終了後に横浜ビー・コルセアーズとの契約満了で退団した。
2022年オフ、バンビシャス奈良に移籍。

## 人物

### バスケットボールプレイヤーとしての特徴
- 古牧は自分のプレーの特徴について、以下の様に語っている「自分は本当にノーマルな選手だと思っているんです。能力がすごいあるわけでもないし、シュートも入らないわけではないですけどまだまだ足りないし、足がめちゃめちゃ早いわけでもない。じゃあ、どこで頑張るかって言ったら、誰よりも全力で誰よりもがむしゃらにプレーをすることが自分らしさかなと。後は入り出したら止まらない3P(笑）。チームとして求められていることはしっかり結果を出しながら、かしこく、エナジー溢れるプレーをしてきたいです。」[10]

### その他
- 趣味は読書[11]。
- 好きな食べ物は肉、寿司、苦手な食べ物はトマト若干克服中、癖のある葉物。[12]
- 好きな女性タレントは長澤まさみ、好きな芸能人はかりゆし58、好きなアーティストはケツメイシ、好きなキャラクターはスヌーピー[11]。

- 横浜ビー・コルセアーズ時代の選手紹介

2021-22 ｢Funcky Perky Lucky マッキー　このプリンスにまさるあらめや｣